# Banjarwangi (Banjarwangi)
Banjarwangi is een bestuurslaag in het regentschap Garut van de provincie West-Java, Indonesië. Banjarwangi telt 5870 inwoners (volkstelling 2010).